# Prefettura di Haidong
La prefettura di Haidong (in cinese: 海东地区, pinyin: Hǎidōng Dìqū) è una prefettura della provincia di Qinghai, in Cina.

## Geografia antropica

### Suddivisioni amministrative
| Mappa   | #                                 | Nome                | Hanzi                      | Hanyu Pinyin | Popolazrione (stima 2003) | Superficie (km²) | Densità (/km²) |
| ------- | --------------------------------- | ------------------- | -------------------------- | ------------ | ------------------------- | ---------------- | -------------- |
| Haidong |                                   |                     |                            |              |                           |                  |                |
| 1       | Contea di Ping'an                 | 平安县              | Píng'ān Xiàn               | 110000       | 750                       | 147              |                |
| 2       | Contea di Ledu                    | 乐都县              | Lèdū Xiàn                  | 280000       | 2821                      | 99               |                |
| 3       | Contea autonoma hui e tu di Minhe | 民和回族 土族自治县 | Mínhé Huízú Tǔzú Zìzhìxiàn | 370000       | 1780                      | 208              |                |
| 4       | Contea autonoma tu di Huzhu       | 互助土族 自治县     | Hùzhù Tǔzú Zìzhìxiàn       | 370000       | 3321                      | 111              |                |
| 5       | Contea autonoma hui di Hualong    | 化隆回族 自治县     | Huàlóng Huízú Zìzhìxiàn    | 230000       | 2740                      | 84               |                |
| 6       | Contea autonoma salar di Xunhua   | 循化撒拉族 自治县   | Xúnhuà Sǎlāzú Zìzhìxiàn    | 110000       | 1749                      | 63               |                |